# Отрутозуб
Отрутозуб (Heloderma) — рід токсикоферових ящірок, який включає п'ять видів, усі з яких є отруйними. Це єдиний сучасний рід родини Helodermatidae.

## Опис

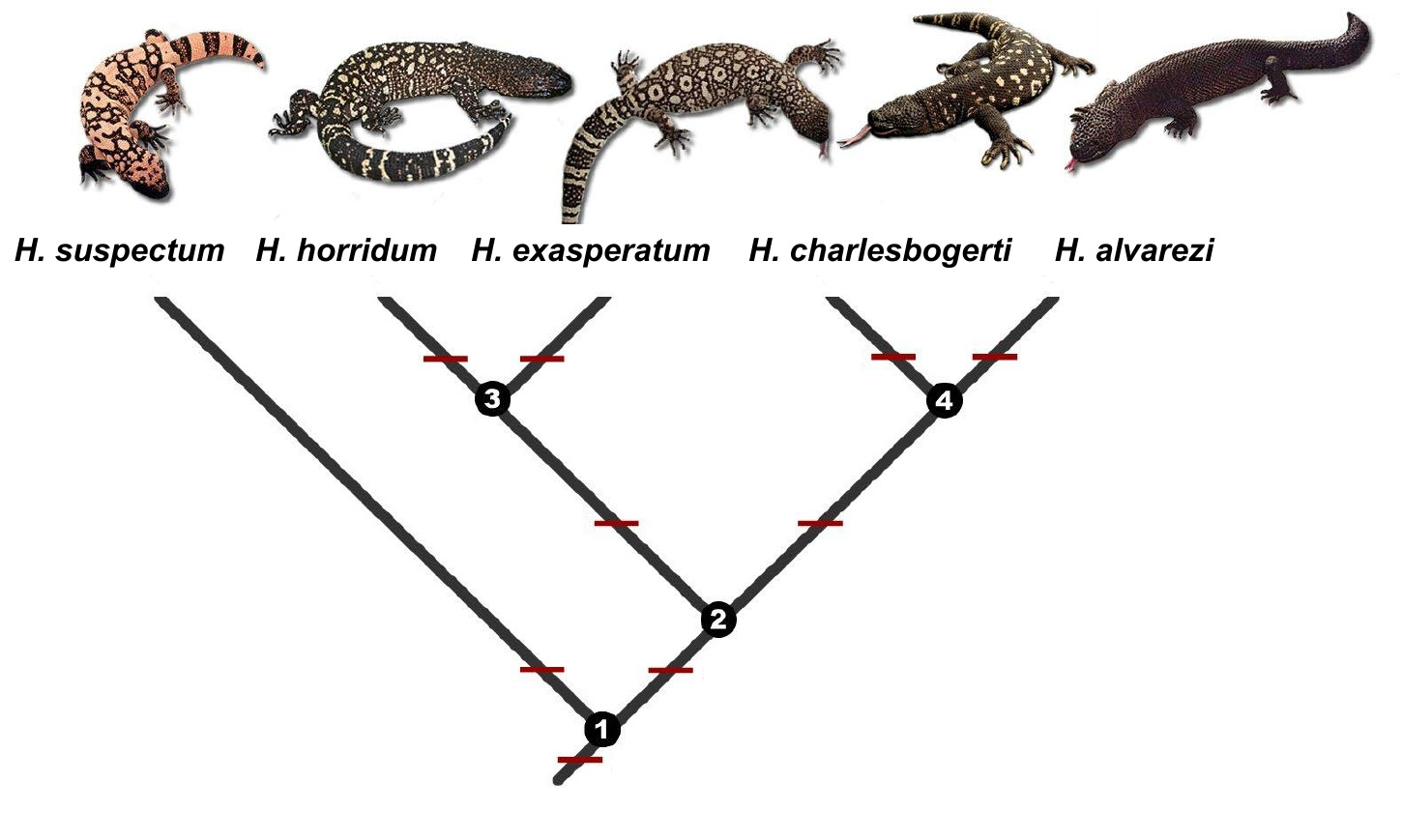
Кладограма

Очі Heloderma нерухомі й спрямовані в голову. H. suspectum — велика, кремезна, більшу частину часу повільна рептилія, яка віддає перевагу посушливі пустелі. Вважається, що H. horridum більш спритні та віддають перевагу більш вологому середовищу. Хвости всіх видів Heloderma використовуються як органи накопичення жиру. Луска голови, спини та хвоста нагадує намистинки, що містять остеодерми для кращого захисту. Луска черевця вільна від остеодерм. Більшість видів мають темне забарвлення з жовтуватими або рожевими плямами.

## Отрута
Отруйні залози Heloderma розташовані на кінці нижніх щелеп, на відміну від отруйних залоз змій, які розташовані за очима. Крім того, на відміну від змій, H. suspectum та H. horridum бракує мускулатури, щоб негайно впорснути отруту. Їм доводиться вжовувати отруту в тіло жертви. Отрута хелодерми використовується тільки для захисту. Вважається, що отруйні залози розвинулися на ранній стадії лінії, що веде до сучасних гелодерматид, оскільки їх присутність вказана навіть у викопних залишках роду Paraderma віком 65 мільйонів років. Загалом одна доросла гелодерматида містить приблизно 15–20 мг отрути, тоді як оціночна смертельна доза для людини становить 5–8 мг.

## Живлення
Гелодерматиди м'ясоїдні, полюють на гризунів та інших дрібних ссавців, а також поїдають яйця птахів і рептилій.

## Розмноження
Усі види Heloderma є яйцекладними. H. suspectum зазвичай відкладає 6 яєць, H. horridum — приблизно до 18 яєць.